# Revolution (sèrie de televisió)
Revolution és una sèrie de televisió de ciència-ficció postapocalíptica estatunidenca que es va emetre del 17 de setembre de 2012 fins al 21 de maig de 2014; va ser cancel·lat per la NBC al maig de 2014. La sèrie té lloc en un futur proper postapocalíptic de l'any 2027, 15 anys després de l'inici d'una apagada d'energia elèctrica permanent a tot el món en 2012. Creada per Eric Kripke i produïda per Bad Robot Productions de J. J. Abrams per la xarxa NBC, va ser estrenada el dilluns a les 10 de la nit (ET) aconseguint prou audiència que la NBC va ordenar una segona temporada poc després del final de la primera temporada.
El cineasta Jon Favreau va dirigir l'episodi pilot. A l'octubre de 2012, la NBC va demanar una temporada completa de 22 episodis, que es va reduir més tard a 20 episodis. La Temporada 1 de la sèrie va ser filmada a voltant Wilmington, Carolina del Nord. Moltes de les escenes es van rodar al centre històric de Wilmington i al campus de la Universitat de Carolina del Nord Wilmington. El 26 d'abril de 2013, la sèrie va ser renovada per la NBC per a una segona temporada de 22 episodis per ser emesa en un nou horari dels dimecres a les 8. La Temporada 2 de Revolution va ser filmada al voltant de Bartlett i Granger, Texas. L'estrena de la segona temporada va sortir el 25 de setembre de 2013, i la final es va emetre el 21 de maig de 2014.
Els aficionats van començar una petició per renovar o reubicar Revolution i a partir del gener de 2015, la petició va reunir més de 80.000 signatures. Un moment del Twitter, per renovar o reubicar Revolution a una altra xarxa, continua sota el hashtag #RelocateRevolution. El 15 d'abril de 2015, Eric Kripke va anunciar que la sèrie tornaria per a una sèrie de còmics digital de quatre parts que es publicaria en línia, el que li donaria un final a la situació tensa al final de la sèrie.